# Trasplante de órganos en la República Popular China

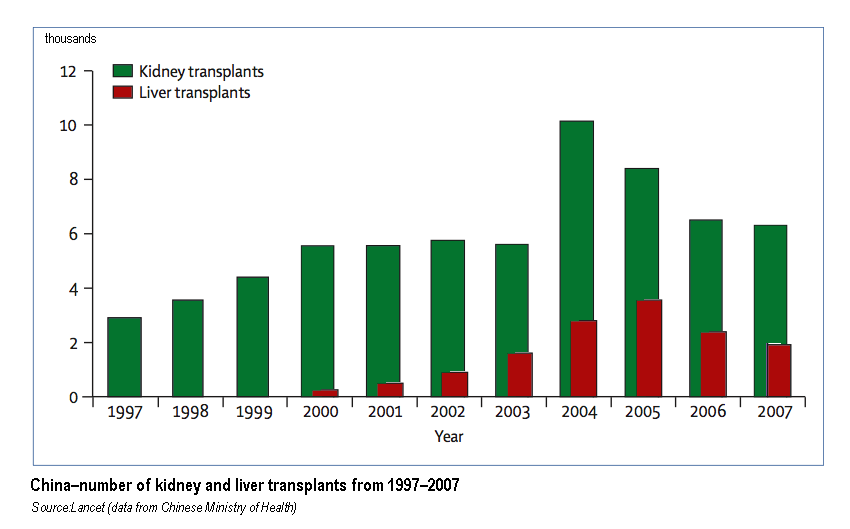
Tendencia en trasplantes de renales y hepáticos en la República Popular de China (1997-2007).

Los trasplantes de órganos en China han tenido lugar desde los años 1960 y es uno de los programas más amplios de trasplantes en el mundo, con más de 13.000 trasplantes llevados a cabo en el año 2004, según datos de 2010. Este programa no obstante no cumple con los requisitos de la OMS de transparencia y rastreabilidad del origen de obtención de los órganos. China también participa en cirugías innovadoras de trasplante, tales como trasplantes de cara incluyendo los huesos. El programa gubernamental de trasplantes atrajo la atención de medios internacionales en los años 1990 debido a preocupaciones éticas sobre el tráfico de los órganos extraídos de cadáveres de criminales ejecutados para ser utilizados en trasplantes. En 2006 hubo denuncias de sustracción forzada de órganos sancionada por el Estado a practicantes vivos del movimiento espiritual Falun Gong, las cuales concluyeron en la redacción de un informe compilado por el exparlamentario canadiense David Kilgour y el abogado pro-derechos humanos David Matas. Según el periodista e investigador Ethan Gutmann, durante el periodo de los años 2000 a 2008, cerca de 65.000 practicantes de Falun Gong y entre 2.000 y 4.000 uigures, tibetanos o cristianos en clandestinidad fueron asesinados por sus órganos. Desde 2007, las autoridades chinas han propuesto leyes para detener el comercio internacional de órganos de prisiones y ha aumentado la donación voluntaria del público en general. Esta ley sin embargo no recoge las donaciones por casos como la "muerte cerebral", circunstancia idónea para este tipo de trasplantes.

## Antecedentes
A nivel global, los estudios experimentales pioneros en la técnica quirúrgica de trasplante de órganos humanos fueron llevados a cabo a inicios de los años 1900 por el cirujano francés Alexis Carrel, mientras que trasplantes exitosos comenzaron a propagarse por todo el mundo después de la Segunda Guerra Mundial. En China, los trasplantes de órganos se iniciaron en la década de 1960 y crecieron hasta un pico anual de más de 13.000 trasplantes en 2004. A pesar de algunas muertes por infecciones y hepatitis, el programa de trasplantes ha sido exitoso en salvar muchas vidas. Si bien el número de trasplantes cayó a menos de 11.000 anualmente para 2005, China todavía cuenta con uno de los programas de trasplantes más grandes del mundo, explora cirugías innovadoras, tales como el primer trasplante de cara realizado en el mundo que incluyó huesos; sin embargo, la donación de órganos ha encontrado resistencia dado que la donación involuntaria es ilegal bajo la ley china y va contra la tradición y cultura de China, que concede vida simbólica afirmando importancia al riñón y al corazón. China no es el único país en encontrar dificultades en la donación de órganos, ya que en la mayoría de países, la demanda supera a la oferta. La escasez de órganos a nivel mundial ha alentado en algunos países —como es el caso de India— a traficar órganos. Informes de órganos extraídos de prisioneros ejecutados en China para comercializarlos internacionalmente han estado circulando desde mediados de los años 1980, cuando un reglamento de 1984 convirtió en legal la extracción de órganos de criminales convictos con el consentimiento de la familia o si el cadáver no era reclamado. Dicha norma provisional de 1984 no ha sido todavía derogada. El desarrollo de una droga, la ciclosporina A, hizo que los trasplantes fueran una opción más viable para los pacientes.

## Legislación china
La extracción involuntaria de órganos es ilegal bajo la ley china; aunque, bajo una regulación de 1984, se hizo legal remover órganos de criminales ejecutados con el consentimiento previo del criminal o con el permiso de sus familiares. La creciente preocupación sobre los posibles abusos éticos derivados del consentimiento bajo coerción y la corrupción imperante llevó a grupos médicos y organizaciones pro-derechos humanos a condenar esta práctica desde la década de 1990. Estas preocupaciones resurgieron en 2001, cuando The Washington Post informó que un médico chino solicitante de asilo manifestó haber participado en operaciones de extracción de órganos. En 2007, China emitió leyes que prohibían el tráfico de órganos, mientras que la Asociación Médica China acordó que los órganos de los prisioneros no debían ser usados para trasplantes, excepto para miembros de su familia inmediata.
En 2008, se estableció en Shanghái un sistema de registro de trasplantes hepáticos, junto con una propuesta a nivel nacional para incorporar información en los permisos de conducir para aquellos que desearan donar sus órganos. A pesar de estas iniciativas, China Daily informó en agosto de 2009 que aproximadamente 65% de los órganos trasplantados todavía provenía de prisioneros ejecutados. Los presos condenados habían sido descrito como «no una fuente apropiada para trasplantes de órganos» por el viceministro de salud Huang Jiefu y, en marzo de 2010, anunció la prueba del primer esquema de donación de órganos póstumo, gestionado en conjunto por la Sociedad de la Cruz Roja y el Ministerio de Salud de China, en diez regiones piloto. Dicho esquema de donación, conocido como Sistema de Respuesta de Trasplante de Órganos de China (COTRS), no incluye información sobre el origen de los órganos. Si bien no se han revelado cifras exactas, las autoridades chinas no han negado la práctica de extraer los órganos de prisioneros ejecutados y han tomado medidas para abordar las preocupaciones internacionales con respecto a la dependencia del Estado de prisioneros ejecutados para la donación de órganos y al comercio ilegal de estos órganos que, en 2005, reconocieron había ocurrido; sin embargo, han negado constantemente las acusaciones de extirpación de órganos de practicantes vivos de Falun Gong.
En 2014, las autoridades chinas afirmaron que pondrían fin a la extracción forzada de órganos a prisioneros, "sin embargo la dinámica de la industria de sustracción forzada de órganos de China no sugiere una retracción, sino una aceleración creciente de la práctica." El director del Comité de Trasplante y Donación de Órganos de China Huang Jiefu afirmó que los "prisioneros todavía se encuentran entre los candidatos cualificados para donaciones".

## Controversias
La Organización Mundial de la Salud y la Sociedad del Trasplante (TTS) estipulan que "el uso de prisioneros en cualquier país que tenga pena de muerte viola los estándares éticos médicos dado que los prisioneros no pueden dar su libre consentimiento". El hecho de que la pena de muerte es aplicada en China continental ha supuesto que su sistema de trasplante de órganos sea puesto en duda por muchos expertos de la sociedad médica. Las 6 inspecciones a hospitales en China en 2015, realizadas por organismos internacionales, fueron programadas de antemano y ninguna de las visitas autorizadas se realizó en un centro de trasplante en activo.
En junio de 2016, un nuevo informe elaborado por los investigadores David Kilgour, David Matas y Ethan Gutmann desveló que el número de órganos que se trasplantan al año en China se situaría entre los 60.000 y 100.000, números muy lejanos a los 10.000 que sostiene el régimen chino. Esta discrepancia en el número de trasplantes anuales "se compone por órganos de presos ejecutados, muchos de ellos presos de conciencia encerrados por sus creencias religiosas o políticas." Expertos en trasplante afirman que las prácticas de extracción forzada de órganos no han cesado en la actualidad a pesar de las promesas dadas por China desde 2014.